# Zhang Yanmei
Dans ce nom chinois, le nom de famille, Zhang, précède le nom personnel.
Pour les articles homonymes, voir Zhang.
Zhang Yanmei (née le 26 décembre 1972 à Shulan) est une patineuse de vitesse sur piste courte chinoise.

## Palmarès

### Jeux olympiques
- Jeux olympiques d'hiver de 1994 à Lillehammer :
  -  Médaille d'argent sur 500 mètres

### Championnats du monde
- Championnats du monde de patinage de vitesse sur piste courte 1988 à Saint-Louis
  -   Médaille de bronze en relais 5 000 mètres
- Championnats du monde de patinage de vitesse sur piste courte 1991 à Sydney
  -   Médaille de bronze sur 500 mètres
- Championnats du monde de patinage de vitesse sur piste courte 1993 à Pékin
  -   Médaille de bronze sur 500 mètres
- Championnats du monde de patinage de vitesse sur piste courte 1994 à Guildford
  -   Médaille d'argent en relais 5 000 mètres
- Championnats du monde de patinage de vitesse sur piste courte 1995 à Gjøvik
  -   Médaille d'or en relais 5 000 mètres